# Irreligión

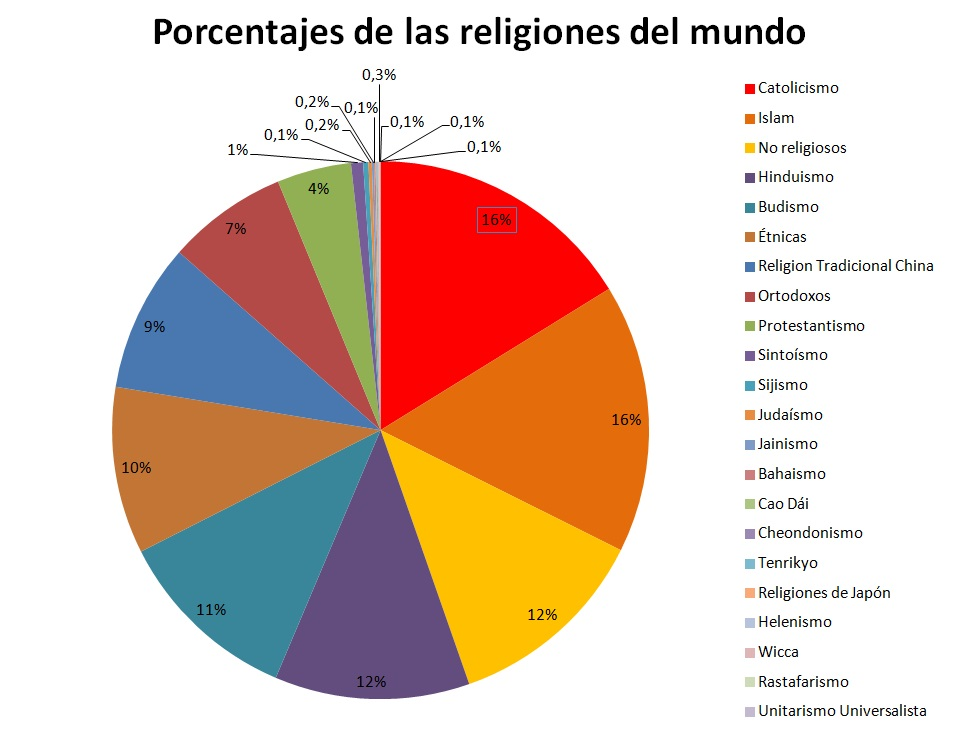
La irreligión es en la actualidad la tercera «creencia» más grande en el mundo con el 12% de la población mundial (en el gráfico el segmento color amarillo) (valores calculados en 2018).

La irreligión o no religión es la ausencia o el rechazo de la religión, o la indiferencia hacia ella. Este término engloba nociones muy diversas: el ateísmo, el agnosticismo, el deísmo, no creyentes, el ateísmo marxista-leninista, el humanismo secular y el librepensamiento. En particular, ser irreligioso no implica necesariamente una falta de creencia en una o más deidades. En los estudios demoscópicos la irreligión se suele expresar como «sin religión» o «sin afiliación religiosa».
De acuerdo con el Pew Research Center un estudio global en 2020 compuesto por 230 países y territorios, concluyó que solo el 15.6% de la población mundial no está afiliada a una religión, mientras que el 84.4% sí están afiliados.
Aproximadamente 1200 millones de personas alrededor del mundo no practican una religión, especialmente en Europa, la Ex-Unión Soviética, Asia Oriental, Oceanía y América.

## Tipos de irreligión
- Humanismo secular abarca la razón humana, la ética, la justicia social y el naturalismo filosófico al tiempo que rechaza específicamente el dogma religioso, supernaturalismo, la pseudociencia y la superstición como las bases de la moral y la toma de decisiones. El humanista secular postula que los seres humanos son capaces de ser éticos y morales sin religión o sin la creencia en un ser divino.[3]
- Ateísmo es la ausencia de la creencia en la existencia de las deidades. En sentido estricto, es el rechazo de la creencia de que cualquier deidad exista. En una definición aún más restringida, el ateísmo es específicamente la postura que defiende que no existen las deidades.[4]
- Agnosticismo es la postura que considera que la veracidad de ciertas afirmaciones, especialmente las referidas a la existencia o inexistencia de Dios, además de otras afirmaciones religiosas y metafísica, son desconocidos o inherentemente incognoscibles.[5]
- Deísmo es la posición filosófica que rechaza la revelación como fuente de conocimiento religioso y afirma que la razón y la observación del mundo natural son suficientes para establecer la existencia de un Ser Supremo o creador del universo.
- Ateísmo marxista-leninista también conocido como ateísmo científico, es una parte de la extensa filosofía marxista-leninista (el tipo de filosofía marxista que se aplica en los países comunistas) que rechaza la religión, es anticlerical (rechaza toda autoridad clerical o religiosa) y aboga por una comprensión materialista de la naturaleza.
- Apateísmo es la actitud de apatía hacia la existencia o no existencia de dios(es).
- Librepensamiento sostiene que las posiciones con respecto a la verdad deben formarse sobre la base de la lógica, la razón y el empirismo, en lugar de la autoridad, la tradición, la revelación, u algún otro dogma. En particular, el librepensamiento está fuertemente ligado con el rechazo a las creencias religiosas tradicionales.
- «Espiritual pero no religioso» está en desacuerdo con la religión organizada como único medio o como «forma más valiosa» de fomentar el crecimiento espiritual. En contraste con la religión, la espiritualidad a menudo se ha asociado con la vida interior del individuo.
- No cognitivismo teológico es el argumento que en el lenguaje religioso en concreto —palabras tales como «Dios»— no son cognitivamente significativas. A veces se le considera como sinónimo de ignosticismo.
- Antirreligión es oposición a la religión de cualquier tipo. Se puede describir como la oposición a la religión organizada, a las prácticas religiosas, a las instituciones religiosas, o formas específicas de culto o práctica sobrenatural, ya sea organizada o no.

## Estadísticas por países
| País            | Porcentaje de personas que no siguen una religión | Fuente               |
| --------------- | ------------------------------------------------- | -------------------- |
| República Checa | 76,6                                              | [ 6 ]                |
| Países Bajos    | 62,1                                              | [ 7 ]                |
| Japón           | 61                                                | [ 8 ]                |
| Estonia         | 59,7                                              | [ 8 ]                |
| Alemania        | 59                                                | [ 9 ]                |
| Suecia          | 54                                                | [ 8 ]                |
| China           | 52,2                                              | [ 8 ] [ 10 ] [ 11 ]  |
| Francia         | 44                                                | [ 8 ]                |
| Cuba            | 44                                                | [ 12 ]               |
| Rusia           | 43,8                                              | [ 10 ]               |
| Bielorrusia     | 43,5                                              | [ 10 ]               |
| Corea del Sur   | 43                                                | [ 10 ] [ 13 ]        |
| Finlandia       | 42,9                                              | [ 8 ]                |
| Hungría         | 42,6                                              | [ 10 ]               |
| Islandia        | 42                                                | [ 14 ]               |
| Nueva Zelanda   | 41,9                                              | [ 15 ]               |
| Uruguay         | 40,7                                              | [ 16 ]               |
| Letonia         | 40,6                                              | [ 10 ]               |
| Reino Unido     | 37,9                                              | [ 17 ] [ 18 ]        |
| España          | 37,5                                              | [ 19 ]               |
| Bélgica         | 35,4                                              | [ 10 ]               |
| Luxemburgo      | 29,9                                              | [ 10 ]               |
| Eslovenia       | 29,9                                              | [ 10 ]               |
| Vietnam         | 29,6                                              | [ 8 ] [ 10 ]         |
| Chile           | 25                                                | [ 20 ]               |
| Suiza           | 23,9                                              | [ 21 ]               |
| Canadá          | 23,9                                              | [ 22 ]               |
| Eslovaquia      | 23,1                                              | [ 10 ]               |
| Estados Unidos  | 22,8                                              | [ 23 ]               |
| Australia       | 22,3                                              | [ 24 ]               |
| Botsuana        | 20,6                                              | [ 25 ]               |
| Lituania        | 19,4                                              | [ 10 ]               |
| Argentina       | 18,9                                              | [ 26 ]               |
| El Salvador     | 18,6                                              | [ 27 ]               |
| Singapur        | 18,5                                              | [ 28 ]               |
| Italia          | 17,8                                              | [ 10 ]               |
| Ucrania         | 16,3                                              | [ 29 ]               |
| Nicaragua       | 15,7                                              | [ 30 ]               |
| Belice          | 15,6                                              | [ 31 ]               |
| Sudáfrica       | 15,1                                              | [ 32 ]               |
| Croacia         | 13,2                                              | [ 10 ]               |
| Guatemala       | 12,5                                              | [ 33 ]               |
| Austria         | 12,2                                              | [ 10 ]               |
| Portugal        | 11,4                                              | [ 10 ]               |
| Puerto Rico     | 11,1                                              | [ 10 ]               |
| Colombia        | 11,1                                              | [ 10 ]               |
| Bulgaria        | 11,1                                              | [ 10 ]               |
| Costa Rica      | 11                                                | [ 34 ]               |
| Filipinas       | 10,9                                              | [ 10 ]               |
| México          | 10                                                | [ 20 ]               |
| Honduras        | 9                                                 | [ 20 ]               |
| Brasil          | 8                                                 | [ 35 ]               |
| Ecuador         | 7,9                                               | [ 36 ]               |
| Irlanda         | 7                                                 | [ 37 ]               |
| India           | 6,6                                               | [ 10 ]               |
| Venezuela       | 6                                                 | [ 20 ]               |
| Serbia          | 5,8                                               | [ 10 ]               |
| Perú            | 5,1                                               | [ 10 ]               |
| Polonia         | 4                                                 | [ 10 ]               |
| Grecia          | 4                                                 | [ 10 ]               |
| Panamá          | 3                                                 | [ 38 ]               |
| Turquía         | 2,5                                               | [ 10 ]               |
| Rumania         | 2,4                                               | [ 10 ]               |
| Tanzania        | 1,7                                               | [ 10 ]               |
| Albania         | 1,4                                               | [ 39 ] [ 40 ] [ 41 ] |
| Malta           | 1,3                                               | [ 10 ]               |
| Irán            | 1,1                                               | [ 10 ]               |
| Uganda          | 1,1                                               | [ 10 ]               |
| Azerbaiyán      | 0,8                                               | [ 42 ]               |
| Nigeria         | 0,7                                               | [ 10 ]               |
| Tailandia       | 0,27                                              | [ 43 ]               |
| Bangladés       | 0,1                                               | [ 10 ]               |